# Desa Undaan Kidul (administrativ by i Indonesien, lat -6,91, long 110,82)
Desa Undaan Kidul är en administrativ by i Indonesien.   Den ligger i provinsen Jawa Tengah, i den västra delen av landet, 400 km öster om huvudstaden Jakarta.